# Belmont House

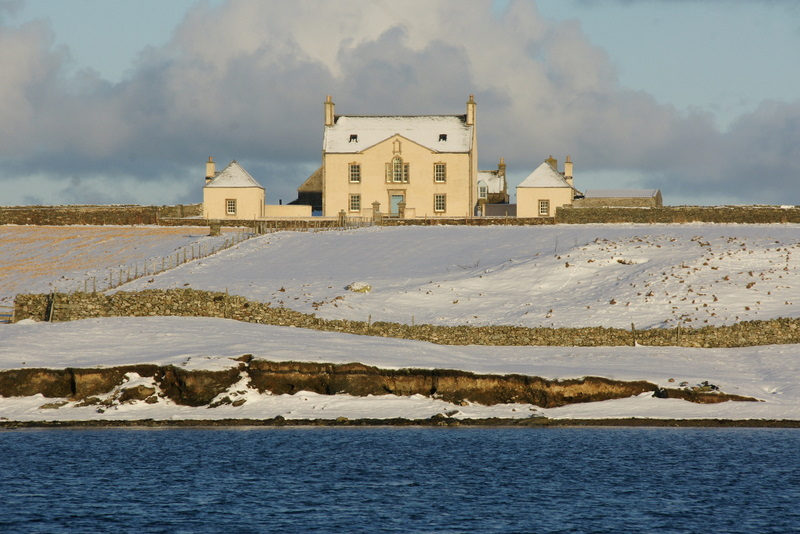
Belmont House

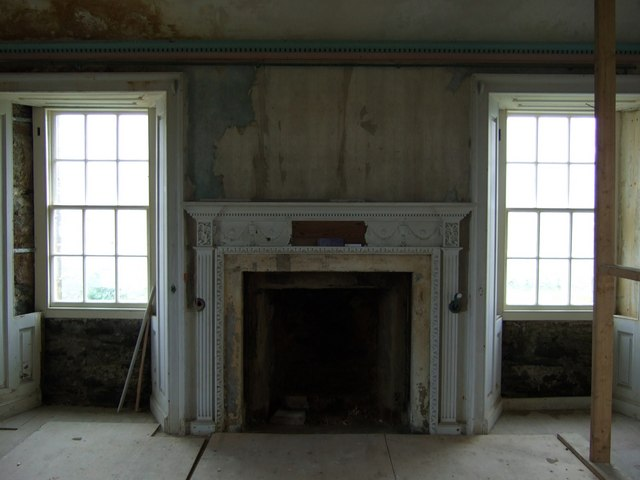
Georgianischer Kamin im Innenraum

Belmont House ist ein ehemaliges Herrenhaus im Südwesten der schottischen Shetlandinsel Unst. 1971 wurde Belmont House in die schottischen Denkmallisten in der höchsten Kategorie A, 2003 die Außenanlagen in das Inventory of Gardens and Designed Landscapes in Scotland aufgenommen.

## Geschichte
Belmont House wurde für Thomas Mouat erbaut, den Sohn des lokalen Lairds. Die Entwürfe des um 1777 fertiggestellten Gebäudes stammen von Mouat selbst, der zuvor die Region Lothian bereist hatte, um sich mit der zeitgenössischen Herrenhausarchitektur vertraut zu machen. Die gewonnenen Eindrücke sind sowohl in die Gestaltung des Gebäudes, als auch in die Anordnung der Außengebäude eingeflossen. So liegen die nahe der Küste befindliche Eingangspforte auf einer Achse mit Belmont House und dem Bauernhof dahinter. Im frühen 19. Jahrhundert wurde der Ostflügel hinzugefügt. Bis auf diesen befindet sich das Gebäude heute noch in unverändertem Zustand. Bis Mitte des 20. Jahrhunderts bewohnten die Mouats selbst Belmont House. Sie veräußerten dann das Anwesen und die Bausubstanz verschlechterte sich zusehends. Insbesondere trugen Stürme in den 1990er Jahren hierzu bei. Es befindet sich heute im Besitz des gemeinnützigen Belmont Trust, der es restaurierte. Es kann als Ferienwohnung angemietet werden. Auf Grund seiner nahezu unverändert erhaltenen Originalarchitektur, zählt Belmont House zu den baugeschichtlich bedeutendsten Bauwerken auf den Shetlandinseln.